# Lijst van proosten van het Sint-Lambertuskapittel in Luik
De proosten van Sint-Lambertus waren de hoogproosten (Frans: grand-prévôts) van de Sint-Lambertuskathedraal in Luik, die vanaf de 11e eeuw tot aan het einde van het ancien régime de leiding hadden over het kathedrale kapittel van Sint-Lambertus in Luik. De proosten waren tevens aartsdiakens van Luik en plaatsvervangers van de prins-bisschoppen. Het domproostschap in Luik was in het prinsbisdom Luik een belangrijke politieke functie en vormde voor veel proosten tevens een 'opstapje' voor andere hoge geestelijke ambten in het Maas-Rijngebied. Zo hadden veel Luikse domproosten tevens inkomsten uit proostschappen of kanunnikaten bij andere prestigieuze kapittels. Minstens 10 proosten van Sint-Lambertus werden later gekozen tot prins-bisschop van Luik, zeker 5 proosten werden aartsbisschop van Keulen, 2 werden bisschop van Metz, 1 werd bisschop van Parijs en 1 werd bisschop van Utrecht. Minstens drie proosten brachten het tot kardinaal. Onderstaande lijst is incompleet.
| Afbeelding                                                 | Naam                           | Periode         | Opmerkingen |
| ---------------------------------------------------------- | ------------------------------ | --------------- | --- |
|                                                            | Robert                         | ca. 1000        | Neef van Notger. Eerste domproost van Luik? |
|                                                            | Godschalk van Luik             | vóór 1021(?)    | Stichter van de Sint-Bartolomeüskerk. In 1021 elekt van Luik (niet benoemde prins-bisschop van Luik) |
| Gevelbeeld Waso Provinciaal Paleis Luik                    | Waso                           | 1029-1042(?)    | Scholaster van de kathedraalschool van Luik. Vanaf 1042 prins-bisschop van Luik |
| Grafkruis Humbertus                                        | Humbertus of Hugo              | 1050? - 1086    | Tevens proost van het Sint-Servaaskapittel in Maastricht en aartsdiaken van Toxandrië (aartsdiakonaat Brabant) |
|                                                            | Frederik van Namen             | ca. 1095 - 1119 | Tevens aartsdiaken. Vanaf 1119 prins-bisschop van Luik |
|                                                            | Andries van Cuijk              | 1119 - 1123     | Tevens aartsdiaken van Kempenland. Van 1121 tot 1123 waarnemend prins-bisschop van Luik. Vanaf 1128 bisschop van Utrecht |
|                                                            | Steppo                         | ca. 1129-1136   | In 1111 genoemd als aartsdiaken. Tevens proost van het Onze-Lieve-Vrouwekapittel te Maastricht. |
|                                                            | Hendrik van Leyen              | 1140/41-1145    | In 1130 genoemd als aartsdiaken van Haspengouw. In 1135 aartsdiaken van Trier. In 1140 genoemd als proost van Onze-Lieve-Vrouwe in Maastricht. Vanaf 1145 prins-bisschop van Luik.                                                              |
|                                                            | Alexander II                   | 1145 - 1164     | Vanaf 1164 prins-bisschop van Luik |
| Detail graftombe Filips van Heinsberg in de Dom van Keulen | Filips I van Heinsberg         | 1164? - 1168    | Vanaf 1168 aartsbisschop en keurvorst van Keulen |
|                                                            | Albert van Rethel              | ca. 1191        | Tevens aartsdiaken van Henegouwen. In 1191 prins-elekt van Luik, met Albert van Leuven. Uiteindelijk werd de keizerlijke kandidaat Lotharius van Hochstaden prins-bisschop                                                                      |
| Wapen van Valkenburg                                       | Otto van Valkenburg            | ca. 1196        | Zoon van Gosewijn III van Valkenburg. Vanaf 1177 aartsdiaken van Kempenland |
| Gevelbeeld provinciaal paleis, Luik                        | Hugo van Pierrepont            | vóór 1200       | Vanaf 1200 prins-bisschop van Luik |
|                                                            | Johan II van Rummen            | 1202 - 1229     | Vanaf 1229 prins-bisschop van Luik |
| Familiewapen Van Lotharingen                               | Jakob van Lotharingen          | 1230 - 1237     | Zoon van Ferry II van Lotharingen. Vanaf 1239 bisschop van Metz |
|                                                            | Hendrik van Beaumont           | 1239 - 1242     | Van 1230-1239 aartsdiaken van Henegouwen. Vanaf 1239 proost en aartsdiaken van Luik |
| Familiewapen Condé                                         | Jan van Condé                  | 1243 - 1278     | |
|                                                            | Burchard van Avesnes           | vóór 1282?      | Tevens domproost van Utrecht en proost van Onze Lieve Vrouwe te Maastricht. Vanaf 1282 bisschop van Metz |
|                                                            | Adolf II van Waldeck           | 1282? - 1289    | Tevens domproost van Utrecht en Trier. Vanaf 1301 prins-bisschop van Luik |
|                                                            | Arnold van Blankenheim         | 1289 - 1312     | Tevens kanunnik in Keulen (Apostelenkerk), Münster en Münstereiffel (Chrysanthus- en Dariakerk). Vermoord te Luik in 1312 |
| Familiewapen Van Gulik                                     | Walram van Gulik               | 1329 - 1331     | Vanaf 1331 aartsbisschop van Keulen |
| Wapen Van der Mark                                         | Engelbert III van der Mark     | 1332 - 1345     | Vanaf 1345 prins-bisschop van Luik. Vanaf 1364 aartsbisschop van Keulen |
|                                                            | Etienne de Poissy              | 1369 - 1373     | Deken van Notre-Dame van Parijs. Vanaf 1363 bisschop van Parijs. Vanaf 1368 kardinaal, vanaf 1369 kardinaal-grootpenitentiarius |
|                                                            | Jean Gill                      | 1384 - 1407     | Afkomstig uit Normandië. Vanaf 1386 tevens kanunnik van Sint-Servaas in Maastricht. Lid van de Romeinse Curie (1401-07). Pauselijk nuntius in Keulen, Trier. Vanaf 1405 kardinaal                                                               |
| Wapen Van Ligne                                            | Jan III van Ligne              | 1430 - 1443     | In 1443 uitgetreden. Volgde zijn vader Jan II op als heer van Ligne. Stierf kinderloos. Opgevolgd door zijn neef Jan IV van Ligne |
| Portret Jan van Horne                                      | Johan van Horne                | ? - 1483        | Vanaf 1483 prins-bisschop van Luik |
| Familiewapen Busleyden                                     | Frans van Busleyden            | 1485 - 1499?    | Tevens proost in Gent en Antwerpen. Vanaf 1499 prins-aartsbisschop van Besançon |
| Familiewapen Van Horne                                     | Jan van Horne                  | circa 1530      | na 1531 uitgetreden uit de geestelijke stand |
| Familiewapen Van Schaumburg                                | Adolf van Schaumburg           | 1533 - 1546     | In 1528 kanunnik van de Luikse kathedraal. Tevens kanunnik in Mainz, proost van de Heilig Kruiskerk in Luik, deken en later proost van de Sint-Gereonkerk in Keulen en deken van de Dom van Keulen. Vanaf 1546 aartsbisschop van Keulen         |
| Zegel Anton van Schaumburg                                 | Anton van Schaumburg           | 1546 - 1557     | Broer en opvolger van de vorige proost. Tevens vanaf 1543 proost van Sint-Servaas in Maastricht. Vanaf 1557 aartsbisschop van Keulen |
| Familiewapen Van Hoensbroeck                               | Arnold Hoen van Hoensbroeck    | 1581 - 1585     | In 1543 kanunnik van Sint-Lambertus. Vanaf 1569 proost van de Sint-Janskerk |
|                                                            | Wynand van Wijngaerde          | 1606 - 1618     | |
|                                                            | Arnold van Bocholtz            | 1619 - 1632     | Tevens domproost van Hildesheim. In Luik tevens aartsdiaken |
|                                                            | Jean Frentz                    | 1633 - 1640     | |
|                                                            | Jan van Elderen                | 1640 - 1652     | |
|                                                            | Paulus-Johannes van Groesbeek  | 1652 - 1675     | |
|                                                            | Emmanuel de la Tour d'Auvergne | 1675 - 1715     | Zoon van Frederik Maurits de La Tour d'Auvergne. Vanaf 1669 kardinaal. Verloor in 1694 de strijd om de Luikse bisschopszetel met Jozef Clemens van Beieren. Kardinaal-bisschop van Ostia-Velletri (tevens deken van het College van Kardinalen) |
|                                                            | Maximilien-Henri de Poitiers   | 1715 - 1724     | Tevens abt in Dinant en kanselier van Jozef Clemens van Beieren. |
|                                                            | Maximiliaan-Hendrik van Horion | 1748 - 1759     | Vanaf 1710 kanunnik van Sint-Lambertus. Vanaf 1725 aartsdiaken van Kempenland. Vanaf 1744 tevens proost van Maaseik en eerste minister van het prinsbisdom Luik                                                                                 |
|                                                            | Ferdinand Conrad van Haxhe     | 1776 - 1791     | Anti-revolutionair. Laatste(?) grand-prévôst van Luik |